# Георг фон Шлайниц
Георг Емил Густав фон Шлайниц (на немски: Georg Emil Gustav von Schleinitz) е германски военноморски офицер, вицеадмирал, пътешественик-изследовател.

## Биография

### Ранни години (1834 – 1874)
Роден е на 17 юни 1834 година в Бромберг, Прусия (сега в Полша). През 1845 година, едва 11-годишен, постъпва във военноморския флот. През 1860 – 1862 година, вече като лейтенант, командва един от корабите на пруската ескадра към бреговете на Япония, Китай и Сиам (Тайланд). От 1864 до 1869 година е преподавател във военноморската академия.
През 1869 година е назначен за командир на корвета „Аркона“, на който престолонаследникът на Прусия присъства при откриването на Суецкия канал. След това плава до Азорските острови, Антилските острови и Южна Америка. От 1871 до 1874 година отново е преподавател във военноморската академия.

### Експедиционна дейност (1874 – 1876)
През 1874 – 1876 година командва океанографския кораб „Газела“, на който са проведени обширни океанографски изследвания във водите на Световния океан. През 1874 година от Германия преминава покрай нос Добра надежда, посещава о-вите Кергелен, Малайския архипелаг и северните брегове на Нова Гвинея. През 1875 година провежда хидрографски изследвания във водите на архипелага Бисмарк и Соломоновите о-ви, а след това през Коралово море към Нова Зеландия и островите Фиджи и Самоа. В началото на 1876 година пресича Тихия океан от Самоа до Магелановия проток и на заключителния етап на плаването са проведени океанографски изследвания в централните части на Атлантическия океан. Експедицията водена от Шлайниц събира обширен материал за Новогвинейско, Коралово и Тасманово море и югоизточните части на Тихия океан.

### Следващи години (1874 – 1910)
След завръщането си от океанографската експедиция Шлайниц е назначен за ръководител на хидрографския отдел в германското адмиралтейство и същата година става член на генералния съвет по кадастър и геодезия в Прусия. През 1883 година е избран за почетен член на географското дружество в Лайпциг, а през 1883 година е произведен във вицеадмирал.
От 10 юни 1186 до 1 март 1888 година е назначен за първи губернатор на Германска Нова Гвинея. През 1886 година картира устието на втората по големина река в Нова Гвинея – река Сепик (в североизточната част на острова) и на изток от нея открива устието на друга голяма река – Отилиен Флюс.
След смъртта на съпругата му през 1887 година от малария, през 1888 година напуска Нова Гвинея и държавните служби и се оттегля в личното си имение в Люгде, където умира на 12 декември 1910 година на 76-годишна възраст.

## Памет
Неговото име носи планинска верига Шлайниц на остров Нова Ирландия, Папуа Нова Гвинея.

## Трудове
- „Vergleichende Betrachtungen über die Schlachten von Bellealliance und Königgrätz in strategischer und taktischer Beziehung. Mittler“, Berlin, 1876.
- "Die Forschungsreise S.M.S. „Gazelle“ in den Jahren 1874 bis 1876 unter Kommando des Kapitän zur See Freiherr von Schleinitz. 5 Teile", Mittler, Berlin, 1888 – 1890.